# (37367) 2001 VC
2001 في سي (ويعرف أيضًا باسم (37367) 2001 في سي وفق تسمية الكوكب الصغير) (بالإنجليزية: 2001 VC)‏ هو كويكب ضمن حزام الكويكبات؛ وترتيبه 37367 من حيث الاكتشاف.
اكتُشف هذا الجُرم الفلكي بواسطة تعقب الأجرام القريبة من الأرض في 6 نوفمبر 2001.

## وصلات خارجية
- (37367) 2001 VC في قاعدة بيانات مختبر الدفع النفاث لأجرام النظام الشمسي الصغيرة

- الاكتشاف · مخطط المدار ·  العناصر المدارية · المعلمات المادية

- (37367) 2001 VC على موقع ويكي سكاي: DSS2, SDSS, GALEX, IRAS, Hydrogen α, X-Ray, Astrophoto, Sky Map, Articles and images